# Ranieri di Sassonia-Coburgo-Koháry
Ranieri Maria Giuseppe Floriano Ignazio Michele Gabriele Raffaele Gonzaga di Sassonia-Coburgo-Koháry (tedesco: Rainer Maria Joseph Florian Ignatius Michael Gabriel Raphael Gonzaga, Prinz von Sachsen-Coburg und Gotha; Pola, 4 maggio 1900 – Budapest, 7 gennaio 1945) era il cadetto di una dinastia regnante tedesca, il principe Ranieri era il capo del ramo di Koháry della casata di Wettin, erede per via femminile di una delle più antiche e facoltose famiglie della nobiltà ungherese. Si ritiene che sia caduto in battaglia a Budapest nel 1945.

## Biografia
Era il secondo figlio maschio del principe Augusto Leopoldo di Sassonia-Coburgo e Gotha e di sua moglie l'arciduchessa Carolina Maria d'Austria. All'epoca della sua nascita la casata di Wettin regnava sul regno di Sassonia e sui ducati ernestini in Germania, nonché sui regni del Belgio, Portogallo, Bulgaria e nel Regno Unito.
Le morti di suo fratello Augusto (1908) e di suo padre (1922), lo resero il quarto nella linea cattolica romana dei principi Sassonia-Coburgo-Gotha ad ereditare l'eredità del casato di Koháry
A Monaco di Baviera sposò il 15 dicembre 1930, Johanna Károlyi de Károly-Patty.
Ebbero un figlio:
- Giovanni Enrico Federico Guarniero Corrado Raniero Maria, principe di Sassonia-Coburgo-Gotha-Koháry (Innsbruck, 28 marzo 1931 – Innsbruck, 14 aprile 2010).

Raniero e Johanna divorziarono nel 1935.
A Budapest, il 13 febbraio 1940, sposò Edith de Kozol. Non ebbero figli.

## Morte
Venne ucciso in azione, il 7 gennaio 1945, a Budapest.

## Ascendenza
|                                                |                            |                                               | Genitori                                        |  |  | Nonni |  |  | Bisnonni                              |  |  | Trisnonni                                 |  |
|                                                |                            |                                               |                                                 |  |  |       |  |  | 8. Augusto di Sassonia-Coburgo-Koháry |  |  | 16. Ferdinando di Sassonia-Coburgo-Koháry |  |
|                                                |                            |                                               |                                                 |  |  |       |  |  | 8. Augusto di Sassonia-Coburgo-Koháry |  |  | 16. Ferdinando di Sassonia-Coburgo-Koháry |  |
|                                                |                            | 17. Maria Antonia di Koháry                   |                                                 |  |  |       |  |  | 8. Augusto di Sassonia-Coburgo-Koháry |  |  |                                           |  |
| 4. Luigi Augusto di Sassonia-Coburgo-Koháry    |                            |                                               |                                                 |  |  |       |  |  | 8. Augusto di Sassonia-Coburgo-Koháry |  |  |                                           |  |
|                                                |                            | 9. Clementina d'Orléans                       | 18. Luigi Filippo di Francia                    |  |  |       |  |  |                                       |  |  |                                           |  |
|                                                |                            | 9. Clementina d'Orléans                       | 18. Luigi Filippo di Francia                    |  |  |       |  |  |                                       |  |  |                                           |  |
|                                                |                            | 9. Clementina d'Orléans                       | 19. Maria Amalia di Borbone-Due Sicilie         |  |  |       |  |  |                                       |  |  |                                           |  |
| 2. Augusto Leopoldo di Sassonia-Coburgo-Koháry |                            | 9. Clementina d'Orléans                       |                                                 |  |  |       |  |  |                                       |  |  |                                           |  |
|                                                |                            | 10. Pietro II del Brasile                     | 20. Pietro I del Brasile                        |  |  |       |  |  |                                       |  |  |                                           |  |
|                                                |                            | 10. Pietro II del Brasile                     | 20. Pietro I del Brasile                        |  |  |       |  |  |                                       |  |  |                                           |  |
|                                                |                            | 10. Pietro II del Brasile                     | 21. Maria Leopoldina d'Asburgo-Lorena           |  |  |       |  |  |                                       |  |  |                                           |  |
| 5. Leopoldina del Brasile                      |                            | 10. Pietro II del Brasile                     |                                                 |  |  |       |  |  |                                       |  |  |                                           |  |
|                                                |                            | 11. Teresa Cristina di Borbone-Due Sicilie    | 22. Francesco I delle Due Sicilie               |  |  |       |  |  |                                       |  |  |                                           |  |
|                                                |                            | 11. Teresa Cristina di Borbone-Due Sicilie    | 22. Francesco I delle Due Sicilie               |  |  |       |  |  |                                       |  |  |                                           |  |
|                                                |                            | 11. Teresa Cristina di Borbone-Due Sicilie    | 23. Maria Isabella di Borbone-Spagna            |  |  |       |  |  |                                       |  |  |                                           |  |
| 1. Ranieri di Sassonia-Coburgo-Koháry          |                            | 11. Teresa Cristina di Borbone-Due Sicilie    |                                                 |  |  |       |  |  |                                       |  |  |                                           |  |
|                                                | 12. Leopoldo II di Toscana | 24. Ferdinando III di Toscana                 |                                                 |  |  |       |  |  |                                       |  |  |                                           |  |
|                                                | 12. Leopoldo II di Toscana | 24. Ferdinando III di Toscana                 |                                                 |  |  |       |  |  |                                       |  |  |                                           |  |
|                                                | 12. Leopoldo II di Toscana | 25. Luisa Maria Amalia di Borbone-Due Sicilie |                                                 |  |  |       |  |  |                                       |  |  |                                           |  |
| 6. Carlo Salvatore d'Asburgo-Lorena            | 12. Leopoldo II di Toscana |                                               |                                                 |  |  |       |  |  |                                       |  |  |                                           |  |
|                                                |                            | 13. Maria Antonia di Borbone-Due Sicilie      | 26. Francesco I delle Due Sicilie (= 22)        |  |  |       |  |  |                                       |  |  |                                           |  |
|                                                |                            | 13. Maria Antonia di Borbone-Due Sicilie      | 26. Francesco I delle Due Sicilie (= 22)        |  |  |       |  |  |                                       |  |  |                                           |  |
|                                                |                            | 13. Maria Antonia di Borbone-Due Sicilie      | 27. Maria Isabella di Borbone-Spagna (= 23)     |  |  |       |  |  |                                       |  |  |                                           |  |
| 3. Carolina Maria d'Asburgo-Lorena             |                            | 13. Maria Antonia di Borbone-Due Sicilie      |                                                 |  |  |       |  |  |                                       |  |  |                                           |  |
|                                                |                            | 14. Ferdinando II delle Due Sicilie           | 28. Francesco I delle Due Sicilie (= 22, 26)    |  |  |       |  |  |                                       |  |  |                                           |  |
|                                                |                            | 14. Ferdinando II delle Due Sicilie           | 28. Francesco I delle Due Sicilie (= 22, 26)    |  |  |       |  |  |                                       |  |  |                                           |  |
|                                                |                            | 14. Ferdinando II delle Due Sicilie           | 29. Maria Isabella di Borbone-Spagna (= 23, 27) |  |  |       |  |  |                                       |  |  |                                           |  |
| 7. Maria Immacolata di Borbone-Due Sicilie     |                            | 14. Ferdinando II delle Due Sicilie           |                                                 |  |  |       |  |  |                                       |  |  |                                           |  |
|                                                |                            | 15. Maria Teresa d'Asburgo-Teschen            | 30. Carlo d'Asburgo-Teschen                     |  |  |       |  |  |                                       |  |  |                                           |  |
|                                                |                            | 15. Maria Teresa d'Asburgo-Teschen            | 30. Carlo d'Asburgo-Teschen                     |  |  |       |  |  |                                       |  |  |                                           |  |
|                                                |                            | 15. Maria Teresa d'Asburgo-Teschen            | 31. Enrichetta di Nassau-Weilburg               |  |  |       |  |  |                                       |  |  |                                           |  |
|                                                |                            | 15. Maria Teresa d'Asburgo-Teschen            |                                                 |  |  |       |  |  |                                       |  |  |                                           |  |